# Placówka Straży Granicznej I linii „Przysłup”
Placówka Straży Granicznej I linii „Przysłup” – jednostka organizacyjna Straży Granicznej pełniąca służbę ochronną na granicy polsko-czechosłowackiej w okresie międzywojennym.

## Geneza
Na wniosek Ministerstwa Skarbu, uchwałą z 10 marca 1920 roku, powołano do życia Straż Celną. Od połowy 1921 roku jednostki Straży Celnej rozpoczęły przejmowanie odcinków granicy od pododdziałów Batalionów Celnych. Proces tworzenia Straży Celnej trwał do końca 1922 roku. Placówka Straży Celnej „Strubowiska” weszła w podporządkowanie komisariatu Straży Celnej „Wetlina” z Inspektoratu SC „Sambor”.

## Formowanie i zmiany organizacyjne
Rozporządzeniem Prezydenta Rzeczypospolitej Polskiej Ignacego Mościckiego z 22 marca 1928 roku, do ochrony północnej, zachodniej i południowej granicy państwa, a w szczególności do ich ochrony celnej, powoływano z dniem 2 kwietnia 1928 roku  Straż Graniczną.
Rozkazem nr 5 z 16 maja 1928 roku w sprawie organizacji Małopolskiego Inspektoratu Okręgowego dowódca Straży Granicznej gen. bryg. Stefan Pasławski określił strukturę organizacyjną komisariatu SG „Dwernik”. 
Rozkazem nr 3 z 23 czerwca 1934 roku w sprawach [...] tworzenia i zniesienia posterunków informacyjnych', komendant Straży Granicznej płk Jan Jur-Gorzechowski utworzył placówkę I linii „Strubowiska”.
Rozkazem nr 1 z 27 marca 1936 roku  w sprawach [...] zmian w niektórych inspektoratach okręgowych, komendant Straży Granicznej płk Jan Jur-Gorzechowski przeniósł placówkę I linii „Strubowiska” do m. Przysłup.
Rozkazem nr 2 z 16 stycznia 1939 roku w sprawie przejęcia odcinka granicy polsko-niemieckiej od Korpusu Ochrony Pogranicza na terenie Mazowieckiego Okręgu Straży Granicznej oraz przekazania Korpusowi Ochrony Pogranicza odcinka granicy na terenie Wschodniomałopolskiego Okręgu Straży Granicznej, komendant Straży Granicznej płk Jan Gorzechowski wydzielił placówkę I linii „Przysłup” z komisariatu Straży Granicznej „Dwernik” i przydzielił do komisariatu Straży Granicznej „Cisna”.

## Służba graniczna
Sąsiednie placówki:
- placówka Straży Granicznej I linii „Wołosate” ⇔ placówka Straży Granicznej I linii „Beniowa”− 1928[7]